# Henrik Bromander
Henrik Gustaf Mats Bromander, född 8 juni 1982 i Växjö, är en svensk serietecknare, författare och dramatiker. 

## Biografi
Bromander är utbildad gymnasielärare i svenska och filosofi och är bosatt i Malmö.
Han debuterade 2005 med serieboken Hur vi ser på varandra. Har sedan dess släppt ytterligare sex serieböcker, bland annat den uppmärksammade Smålands mörker, som handlar om en homosexuell fascist från Nässjö.  
Bromander prosadebuterade 2009 med novellsamlingen Det händer här. Han har sedan dess gett ut ytterligare en novellsamling samt romantrilogin Riv alla tempel, som handlar om bodybuilding och urspårade kroppsideal, Vän av ordning, som handlar om näthat och rasism, och Bara en kram, som handlar om en destruktiv kulturman. Bromander medverkar regelbundet i tidningar som Galago och Arbetaren.
2019 utkom han med boken Högspänning. Enligt en recension beskriver boken på ett inkännande sätt en person som drabbats av elöverkänslighet men också osäkrar läsarens identifikation genom att gestalta huvudpersonen som både opålitlig och misantropisk. Genom att skildra människor i utkanten av samhällets acceptans lyckas Bromander beskriva samhällsförändringar och förlorare i vår moderna välfärdsstat.
2019 filmatiserades hans seriebok Kurs i självutplåning av SVT.
2021 utkom Skymningstid på Weyler förlag. Boken är en politisk thriller som skildrar Stay Behind-nätverket. En recensent från Expressen skriver att Bromander, genom denna bok, stakat ut en bättre och friskare väg för den svenska romankonsten.

### Seriealbum
- 2005 – Hur vi ser på varandra (Galago)
- 2007 – Tidigt på morgonen (Galago)
- 2009 – Allt jag rör vid försvinner (Kartago)
- 2012 – Smålands mörker (Galago)
- 2015 – Kurs i självutplåning (Galago)
- 2019 – Shahid/Skärvor (Galago)
- 2022 – Mulen söndag (Lystring)

### Prosaböcker
- 2009 – Det händer här (Ordfront)
- 2012 – Korrespondensteorin (Lystring)
- 2014 – Riv alla tempel (Atlas)
- 2016 – Vän av ordning (Atlas)
- 2017 – Hatets triangel (Lystring)
- 2017 – Bara en kram (Atlas)
- 2019 – Högspänning (Atlas)
- 2021 – Skymningstid (Weyler)
- 2023 – Medborgarna (Weyler)
- 2025 – De närmaste (Weyler)

### Pjäser
- 2014 – Smålands mörker (Regionteatern Blekinge Kronoberg)
- 2014 - Begränsat utrymme (Turteatern)
- 2014 – Stora Sören och Lilla Limpan (Banditsagor)
- 2015 – Robins bok (Banditsagor)
- 2015 – Game Over (Banditsagor)
- 2016 – Våld och pedagogik (Public Plot)
- 2018 – Blue Dreams (Public Plot)
- 2022 – Gasljus: Malmö (Malmö Stadsteater)
- 2024 – Högspänning (Profilteatern)

### Filmmanus
- 2014 – Lukas & the Aspies

### Fanzines
- Mediokra Serier (egen utgivning)
- Bromander (egen utgivning)
- Livets Ord (redaktör)
- Ukraina (medverkande)

## Priser och utmärkelser
- 2013 – Urhundenpriset för Smålands mörker
- 2018 – Robespierrepriset[5]